# 唐克明
唐克明（1880年—1933年）字春鹏。湖北沔阳河坝村（今属洪湖市）人。中华民国军事将领。

## 生平
唐克明幼年时曾经学戏。清朝光绪年间，唐克明弃艺从军，加入湖北新军工程第八营，后来升为陆军第二十镇的协统。一说唐克明投靠黎元洪遂获重用，乃改姓“黎”，名“本唐”；一说唐克明“入赘黎家”。
辛亥革命时，唐克明在上海结交孙武，乃应邀回湖北，任第一镇统制。在湖北裁军中，唐克明去职，由协统石星川接任。后来，石星川战败赴上海，唐克明重任该职务。1917年，孙中山在广州发动护法运动，唐克明任湖北靖国军第一军总司令，驻荆襄、恩施。 1919年1月，鄂西靖国军总司令蔡济民自四川返回湖北，在利川和30余人一同遭到杀害。蔡济民的朋友吴醒汉在致孙中山的电文中称，“蔡济民被鄂西靖国军第一军军长唐克明谋害毙命。”唐克明遂投靠湖北督军王占元，战败后逃到上海。后来，唐克明参加了孙武为首的湖北将军团。
1924年1月21日，唐克明获授将军府兆威将军。
1925年，唐克明在家乡兴建“兆威将军府”。1927年，唐克明亲手杀了17位农民协会干部。
1933年，唐克明病逝。